# ضیاءالدین مکرم شاه یکم
سلطان ضیاءالدین مکرم شاه یکم ابن المرحوم سلطان محی‌الدین منصور شاه (درگذشت – ۱ مه ۱۶۸۸) پانزدهمین سلطان کداح بود. دوران حکمرانی او از سال ۱۶۶۲ تا ۱۶۸۸ به طول انجامید. او مرکز زمامداری خود را در وای، پرلیس قرار داد که در ماه اوت ۱۶۶۴ آن را کوتا ایندیرا کایانگان نام گذاشت. ضیاءالدین با حق حاکمیت محدود سیام موافقت کرد و در ماه ژانویه ۱۶۷۴، اولین «بونگا ماس» (خراج) را برای کشور سیام ارسال کرد.